# Constant Vanden Stock
Constant Vanden Stock (pronuncia fiamminga [kɔ̃ːˈstɑ̃ː vɑndə(n) ˈstɔk]; Bruxelles, 13 giugno 1914 – Uccle, 19 aprile 2008) è stato un allenatore di calcio e calciatore belga, di ruolo difensore.
Ha legato il suo nome alla squadra belga dell'Anderlecht, squadra con la quale ha trascorso 47 anni, prima da giocatore e allenatore, poi come presidente.
Vincendo dieci campionati, sette coppe nazionali, due Coppa delle Coppe UEFA e due Supercoppe europee.

## Biografia
Nato alla vigilia della prima guerra mondiale nel comune di Anderlecht a Bruxelles Vanden Stock, era il figlio di Philémon Vanden Stock, un birraio specializzato in lambic.

## Carriera

### Calciatore

#### Anderlecht
Appassionato di calcio all'età di 10 anni, il giovane Constant si unì alla squadra di calcio locale l'Anderlecht.
Dopo aver trascorso otto anni nelle giovanili, nella stagione 1933-1934 viene convocato in prima squadra che giocava in Tweede Klasse e che aveva come obbiettivo la promozione. La sua prima stagione si rivelò deludente, ma nella seconda stagione, diventò un punto fisso dei paars-wit, fino a quando, a metà stagione, un grave infortunio lo tenne fuori dal campo per diverso tempo. Egli però ottenne ugualmente, seppur da comprimario, la promozione in massima serie.
Il primo anno di Vanden Stock in massima serie non fu un successo, a causa di una tripla frattura alla gamba rimediata il 13 ottobre 1935; quello fu l'inizio di una lunga riabilitazione che durò fino alla seconda metà della stagione. Non molto tempo dopo, una nuova frattura alla gamba lo fece scomparire definitivamente dal campo.

#### Saint-Gilloise
Nel 1938 passò ai vicini dell'Union Saint-Gilloise. Il club di Bruxelles aveva vinto tre titoli di fila a metà degli anni 30, ma dopo il suo arrivo non riuscì a ripetersi. Dopo qualche stagione al Saint-Gilloise mise fine alla sua carriera di giocatore nel 1943, ma rimase ufficialmente affiliato al club fino al 1950.
Dopo aver lasciato la Union, si concentrò sul suo lavoro come birraio, assumendo la fabbrica di birra di suo padre Philémon a Belle-Vue.

### Allenatore

#### Anderlecht
Sebbene Vanden Stock all'inizio degli anni quaranta fosse impegnato con la sua birreria, non perse mai di vista il calcio belga, infatti all'inizio del decennio successivo, su richiesta del presidente Albert Roosens, divenne l'allenatore delle giovanili dell'Anderlecht.
Fu in quel periodo che scoprì il talento del giovane Paul Van Himst.

#### La Forestoise e la nazionale
Dopo tre anni passati da allenatore. Nel 1953 diventò presidente del La Forestoise, tuttavia nel mentre venne incluso nel comitato di selezione della Royal Belgian Football Association (KBVB) e successivamente designato dalla federazione selezionatore della nazionale, dunque, non ricoprendo direttamente il ruolo di commissario tecnico ma aiutando quelli in carica.
Mantenne l'incarico per dieci anni prima di essere sostituito in maniera definitiva Raymond Goethals, che assunse il ruolo di unico selezionatore.
Vanden Stock fu successivamente avvicinato nuovamente da Roosens. Il presidente dell'Anderlecht gli offrì una posizione all'interno del consiglio, ma Vanden Stock decise di andare al Club Bruges, dove ricoprì la carica di direttore tecnico per una stagione sotto il presidente André De Clerck.

### Presidente

#### Anderlecht
Nel 1969 Vanden Stock tornò all'Anderlecht e prima venne aggiunto al consiglio, dopo di che ricevette il titolo di vicepresidente. Nel 1971, invece, assunse completamente il timone: il presidente Roosens lasciò il club e divenne segretario generale della Royal Belgian Football Association. Vanden Stock mise immediatamente mano nella prima squadra, infatti l'allenatore Pierre Sinibaldi fu sostituito dal più disciplinato Georg Keßler. Nella sua prima stagione come presidente dell'Anderlecht, Vanden Stock vinse il campionato e la coppa nazionale.

##### Successo europeo
Vanden Stock investì molti soldi nella speranza di vincere anche trofei in Europa. Il club prima di lui aveva già vinto molti titoli nazionali, ovvero 16 campionati belga, una Coppa del Belgio e un Torneo di Tolone, ma nessun premio europeo.
Nel 1976, Anderlecht raggiunse per la prima volta la finale della Coppa delle Coppe UEFA, vinta 4-2 contro il West Ham Utd.
Negli anni seguenti, il club si rese ancora protagonista in Europa vincendo la seconda Coppa delle Coppe UEFA e due supercoppe europee.
All'inizio degli anni ottanta, Vanden Stock, fece di Michel Verschueren il braccio destro. Fu assieme a lui che nel 1983 diede il via ai lavori di ristrutturazione dello Stade Émile Versé, che in seguito venne ribattezzato Stadio Constant Vanden Stock, in suo onore. Nel frattempo, l'Anderlecht era ai vertici del calcio europeo, grazie a calciatori come Ludo Coeck, Frank Vercauteren e Juan Lozano e Paul Van Himst come allenatore, riuscendo nel 1983 a vincere la Coppa UEFA.

##### Affare Anderlecht-Nottingham Forest
L'anno dopo il club di Anderlecht riuscì a ripetersi, raggiungendo la semifinale di Coppa UEFA contro il Nottingham Forest, la partita d'andata non fu delle migliori dato che la squadra perse per 2-0, allora, Vanden Stock si assicurò personalmente che l'Anderlecht raggiungesse nuovamente la finale. La partita di ritorno fu diretta dall'arbitro spagnolo Emilio Guruceta Muro, il quale durante l'incontro annullò un goal agli inglesi e assegnò un calcio di rigore all'Anderlecht che alla fine prevalse 3-0, quel tanto che gli bastava per raggiungere la finale.
Jean Elst e René Van Aeken, due criminali di Anversa, vennero a conoscenza che Vanden Stock offrì all'arbitro spagnolo una cifra di 1 milione di franchi belga (circa 25.000 euro). Vanden Stock affermò che si trattava di un prestito innocente, ma tuttavia decise di prestare silenzio per anni. I due ricattarono Vanden Stock fino a quando non passò la presidenza a suo figlio Roger. Inizialmente, Elst e Van Aeken erano convinti che anche il nuovo presidente avrebbe calato il silenzio, ma Roger non sapeva dei ricatti fatti al padre e si rifiutò di accettare ogni proposta di Elst e Van Aeken. Lo scandalo per corruzione trapelò dalla stampa e la UEFA minacciò di intervenire, ma l'Anderlecht riuscì a sfuggire a una severa penalità. Nel mentre Vanden Stock, si ritirò nella sua campagna sulla Costa Azzurra.
Nel 1997 durante un'intervista con Het Laatste Nieuws ammise di aver pagato l'arbitro, ma che la transazione continuò solo dopo la partita, inoltre affermò che i soldi non venissero dalla casse del club, ma che pagò quel milione di tasca sua.